# زولینگن (نیدرزاکسن)
شهر زولینگن (به آلمانی: Sulingen) در ایالت نیدرزاکسن در کشور آلمان واقع شده است.